# Hypsiboas liliae
Hypsiboas liliae es una especie de anfibio anuro de la familia Hylidae.

## Distribución geográfica
Esta especie es endémica de Guyana. Habita entre los 400 y 1200 m sobre el nivel del mar en el parque nacional Kaieteur en la región de Potaro-Siparuni.

## Etimología
Esta especie lleva el nombre en honor de la hija del descubridor: Lili Kok.

## Publicación original
- Kok, 2006: A new species of Hypsiboas (Amphibia: Anura: Hylidae) from Kaieteur National Park, eastern edge of the Pakaraima Mountains, Guyana. Bulletin de l'Institut Royal des Sciences naturelles de Belgique, Biologie, vol. 76, p. 191-200.[5]